# 高等学校院系调整

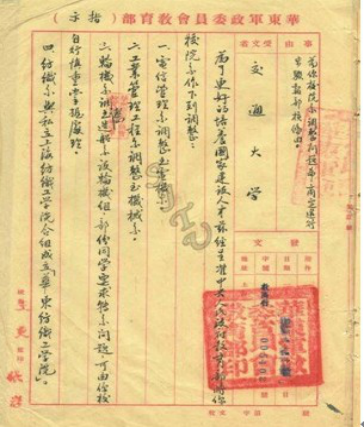
1951年6月，华东军政委员会教育部关于院系调整的通知

高等学校院系调整，或简称院系调整，是中华人民共和国成立后的一项国家政策，旨在以苏联模式改造中国大陸高等教育体系，同时在此期间清除西方教育与思想在中国的影响。院系调整终结了私立大学的存在，尤其是在中国存在近一个世纪的教会大学的历史，同时也瓦解了教授治校的传统，使得政府得以对高等教育领域形成全面控制以及领导权威。

## 背景

### 中国教育现代化
中国高等教育的历史可以追溯到商朝。中国古代的教育体系是高度精英化的，以儒家思想为中心，是一种人文主义的形式。在科举制度下，教育系统的重点是培训和挑选公务员。鸦片战争后，中国的知识分子开始学习西方的知识和技术，并谋求教育现代化。教会学校，即西方基督教会兴办的学校，常常是类似改革的标杆。1890年代的洋务运动和维新变法促成了第一批大学的成立。洋务派兴办了北洋公学和南洋公学，维新派则创立了京师大学堂。在新式学堂中，不同于传统学堂以教授八股文为主，天文、算数、地理、外语等西学科目逐渐进入课程并被加以强调。

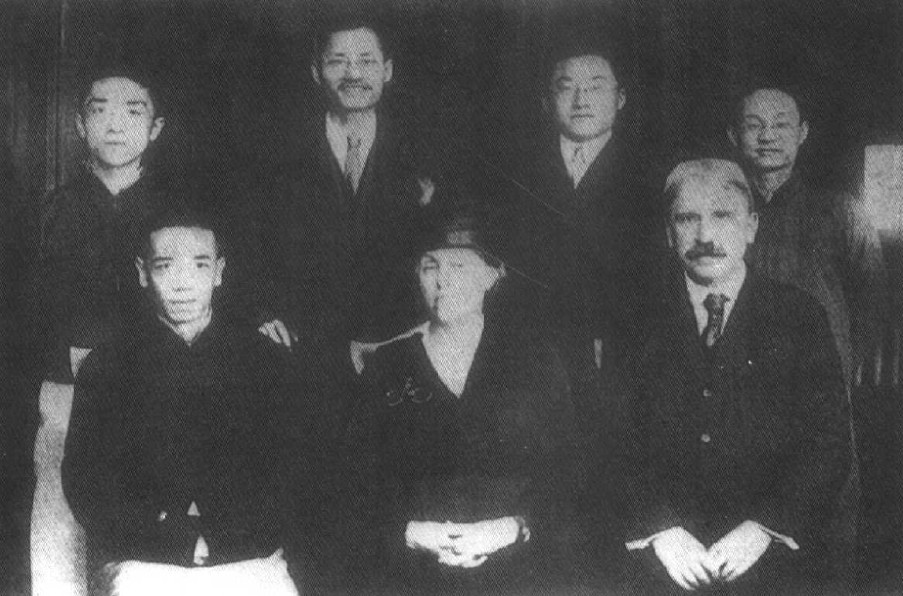
约翰·杜威以及其中国学生，其中包括胡适

1911年的辛亥革命推翻君主制，成立中华民国。革命之后，革命党和自由知识分子都将教育与工业化视为新国家的重中之重。公立学校之运营被列为政府的法定职责，私立教育与海外留学合法化并被鼓励。受到约翰·杜威的影响，中华民国的首任教育部长蔡元培认为教育的目的在于养成促进民主的品格志趣，因而引入大学院制度，意图实现教育体制的自治与独立。然而这与执政的国民党的理念所不和，故而很快就失败了。随着一系列的改革举措的进行，不同教育体系在中国经历了试验，直至采用了效仿美国的教育体制。
改革归改革，民国时期的大众依旧将教育视为当官的途径，因此教育体系中大量学生主修政治和法律。国民党在1928年执掌中央，组建国民政府，随即开始对教育系统加强控制：所有的大学必须要在教育部登记，大学不得进行宗教传教，且必须教授三民主义。同时政府兴建若干国立大学，并成功促进了理工科教育人数的增长。这些趋势都在此后不断加强，一直到1950年代初的院系调整。

### 中共根据地早期教育体系
1927年国民党清党前，毛泽东在国民党内担任代理宣传和教育部长，负责农民培训。宁汉合流后，中共开始在中央苏区提供苏维埃式的公共教育，在此期间，中共的教育系统侧重于培训中共的干部，对年轻人进行政治和文化教育，对普通民众进行扫盲教育。20世纪30年代，不断升级的日本入侵和国民党的绥靖政策引起了大学教师和学生的不满，恶性通货膨胀和普遍的腐败进一步削弱了人们对国民政府的支持。同时，中共的抵抗号召和统一战线政策成功地吸引和招募了爱国学生。1936年西安事变后，中国共产党被承认为中华民国境内的合法政党，在陕甘宁边区提供公共教育。在此期间，中国共产党根据地教育系统侧重于政治教育和在人民中进行动员，这深深影响了50年代中共的教育政策。根据地的大学不是正常意义上的大学，因为它们通常旨在向中共干部传授党的现行政策，以及中国和西方的革命历史。但它为1949年后的大学改组提供了一个可能的模式。
1950年10月，中华人民共和国介入朝鲜战争，打断了中国高等教育系统的转型计划。政府对知识分子的不合作行为变得不再宽容。由于战争破坏了中华人民共和国和美国之间的外交关系，中华人民共和国政府开始从其教育系统中清除外国影响。因此，政府改变了对私立教育的主张，将由美国资金资助的教会大学收归国有。毛泽东从美国国务卿艾奇逊的《中美关系白皮书》中引用并批评了中国的“民主个人主义”（英語：democratic individualism），从中感受到亲美知识分子扎根于中国社会的危险。

## 前奏

### 加强国家管控
国共内战中，随着中国共产党解放区的扩大，1948年7月3日，中共中央便发布了指导性文件，明确提出对解放区内原有学校的维护与逐步改革的策略。该指示强调保护学校及文化设施，避免破坏，并逐渐对学校进行改良，如取消政治倾向性强的课程和国民党的教育制度，同时大多数教师被保留，以确保教学活动的连续性。随着解放军进入主要城市，军事管制委员会立即负责接管当地高等学校。以清华大学为例，1949年1月10日，解放军进驻后，由军管会派出的军代表正式接管了校园，通过召开会议与各方面沟通接管政策，并进行了课程调整，如增加马列主义课程，废除与国民党有关的课程内容。到了1949年6月1日，华北人民政府设立了华北高等教育委员会，开始统一管理接管的高等教育机构。类似的情况也发生在上海，其中复旦大学、同济大学等知名高校也在1949年6月间被人民政府接管，并且开始改革校内课程及管理体制，推行政治课教育，发放“人民助学金”等。全国各地高校的接管程序与沪京两地基本相同。

在1949年12月召开的第一次全国教育工作会议上，政府提出了其三项重要政策。第一，高等教育必须为国家建设，特别是经济建设服务。第二，高等教育应向工人和农民开放，他们在国立大学应免交学费。第三，高等教育必须转入计划经济。特别是，中华人民共和国政府强调了教育的思想基础，这使人民共和国的教育与过去不同。正如马叙伦在闭幕词中所说：
我认为对于每个教育工作者，明确地认识这种新旧教育在本质上的区别是十分必要的，因为新教育与旧教育乃是两种不同社会经济的反映，它们之间的区别乃是半封建半殖民地教育的性质和新民主主义教育性质的区别，是不能有一点含混的。我这段话自然也包含旧日的高等教育在内，在旧中国的教育，不能不是“旧政治经济的一种反映和旧政治经济借以持续的一种工具”。这一性质不能不体现在各级教育的方针、任务、教育内容和方法等一系列的问题上。我们对旧教育的性质和基本精神，是决然应该否定的。对旧教育的内容、制度和方法，是必须改革的。这些都应该加以肯定，不能有任何怀疑的。但这种改革必须根据共同纲领第四十六条的规定，应该有步骤地谨慎地前进，拖延时间不愿改革是不对的，企图用粗暴的方法，急于求成也是不对的。——马叙伦，第一次全国高等教育会议闭幕词（1950年6月9日）
由于这三项政策概述了即将到来的教育改革的意识形态基础。起初，政府承诺保护私立教育，并在1950年1月与教育部门举行的第一次全国会议上采取了渐进式的改造方法，以获得大学对中华人民共和国政府的支持。但大学里的知识分子大多受到美国教育和文化的影响，尽管对败退台湾的国民政府有异议，但他们对中华人民共和国政府也很谨慎，持观望态度。1950年7月，国务院进一步宣布，大学必须服从教育部的任何命令，这与中国共产党组织在大学中的快速扩张一起，允许在大学中执行政府的命令。

### 院系初步调整
早在1949年底，大专院校就开始了小规模重组。例如，北京大学和南开大学的教育系并入北京师范大学。清华大学、北京大学和华北大学的农学院合并为新的北京农业大学。取消交通大学的管理权，合并为自己的工学院北京北方交通大学和上海财经学院。复旦大学土木工程系并入交通大学。华东纺织工学院在交通大学纺织系和其他院校的基础上重新组建。1949年9月，浙江大学史地系、法律系、经济系，暨南大学人文学院、法学院、商学院，英士大学经济系、法律系并入复旦大学。在1950年的高等教育调整中，湖南大学的水利系被并入武汉大学，与后者的土木系水利组合并，共同组成了新的武汉大学水利系。同一时期，武汉大学医学院被分离出来，并与上海同济大学医学院合并，形成了中南同济医学院。

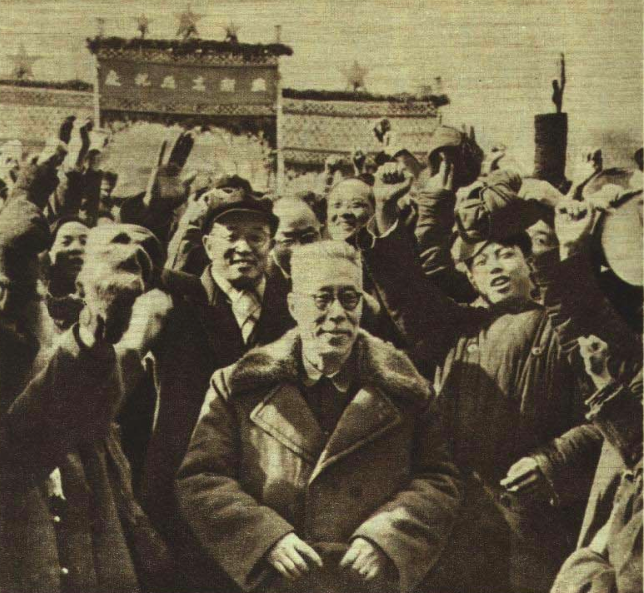
1950年，政府接管燕京大学

1950年底，美国政府首先冻结了中国在美国的资产，并禁止从美国向中国汇款，切断了教会大学的资金来源。随着中国政府下令将中国的传教士高等教育国有化，到1951年底，辅仁大学、燕京大学、津沽大学、北京协和医学院、山西铭贤学校、金陵大学、金陵女子学院、福建协和大学、华南女子大学、华中大学。而东吴大学、齐鲁大学、圣约翰大学、之江大学、沪江大学、震旦大学、震旦女子文理學院、岭南大学和求精商学院则改为国人自办，但仍为私立。
除了教会学校的转型，私立大夏大学和光华大学也经历了调整。1950年2月，大夏大学的数理院系被转到同济大学。1951年10月，私立的大夏大学和光华大学合并为一所新的公立大学，称为华东师范大学，成为中华人民共和国成立后所创建的第一所社会主义师范大学。

### 思想改造运动
尽管政府对大学拥有所有权和行政控制权，但大多数中国大学聘请了具有美国背景的教授，并以美国方式进行教学。因此，在9月29日，周恩来总理对北京和天津的大学教授发表讲话，呼吁他们进行思想改革。很快，刚刚被任命为北京大学校长的马寅初也响应了这一呼吁。根据国家媒体《人民日报》1951年10月23日刊登的马寅初的一篇文章：
北京大学教师们保持了这样一个光荣的革命传统，自然愿意接受一切新的思潮。故能将一所旧型的大学改造成为新的人民的大学。解放后二年多来我们一直向新的方向努力。为了这个目的，必须按照国家的需要，彻底的调整院系，改革课程，改进教学内容与教学方法；而要达到这一目的，一个最主要的关键，就是要使全校师生都能真正认识到改革的必要，自觉自愿地进行了思想改造，使我们自己能更好地为人民服务。这二年多来北京大学虽然也进行了一些改革工作，但对于国家的需要和我们的任务来说，这些成绩离开我们的理想还远得很。因此我们决定在全校教职员中间发动一次有计划有系统的学习运动。还要响应周总理的号召来加强思想改造，配合业务水平，来负担新的任务。——马寅初，〈北京大学教员的政治学习运动〉，《人民日报》1951年10月23日第三版

虽然改革大体上是一场自发的运动，由知识分子自己发起，但在1952年2月，共产党进一步发起了三反运动，导致全国范围内对资产阶级意识形态的批判。该运动利用政治力量迫使知识分子和学者改变其意识形态。
尽量用热水烫这些人，只要烫不死就成。他们在大会、小会上一次又一次地作检讨，一面用广播、大字报揭露他们的劣迹，一面发动许多青年党团员（助教、学生）给这些人'搓背'。在检讨会上通不过，再跟到老教师的家里去，观察他们的言行，只要有一言半语不合，第二天在检讨会中再加上新的罪名。——教育部指示，出自董渭川《谈高等学校中的党群关系》
两场政治运动最终在意识形态上控制了文化和教育部门，驯服了知识分子，镇压了持不同政见者。到1952年秋，约91%的教师和80%的学生通过了思想改造。1952年，《人民日报》在谈到大学整顿计划时解释说，思想改造清除了“崇拜英美资产阶级、宗派主义、本位主义、个人主义的观点”，实现了高等教育的整顿。

### 学习苏联经验

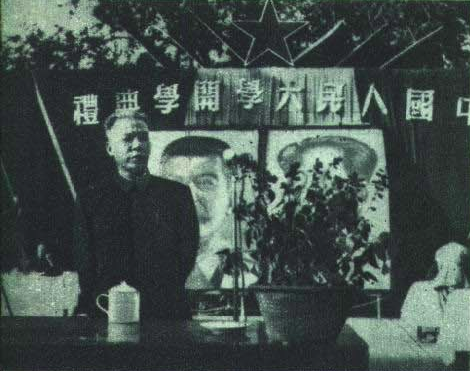
1950年10月，刘少奇在中国人民大学开学典礼上发表公开演讲

1949年至1952年间，尽管中国学者提出了各种建议以改造现有的高等教育体系，但中国政府还是决定仿照苏联的模式重组教育体系。1950至1960年间，126名苏联教育工作者被派往中国任教，约8000至10000名苏联专家被派往中国协助工业化进程。在苏联的帮助下，中国建成了两所示范性大学，一所是以理工科为主的哈尔滨工业大学，另一所是以人文科学为主的中国人民大学。
仅在1950年，教育部就有近五分之一的经费用于中国人民大学。从1950年到1951年，《人民日报》和《人民教育》上关于这所大学的报道约有50篇。中共主要领导人之一刘少奇提出，中国人民大学将是中国第一所真正的现代大学，资本主义条件下发展起来的旧大学应该效仿它。
中国人民大学引进了苏式教学体系，将学系、研讨会、毕业论文和笔试结合在一起。中国人民大学是中国第一所教授马克思主义和毛泽东思想并编写相关教科书的大学。1952年改组后，农大成为中国高等教育的一面旗帜，吸引了全国各地的专家来校聆听苏联专家的课程。到1956年，中国几乎每所大学都有中国人民大学的毕业生担任政治理论课的首席教师。

## 实施
根据苏联顾问福明和阿尔谢尼耶夫等人的建议，作为第一个五年计划的一部分，计划并实施了重组。为实施重组，1952年秋，根据福明的建议，成立了高等教育部，由马叙伦领导。

### 统一招生与就业分配
1951年10月之前，地方政府可以向教育部门申请学生，但工业化进程中对人才的需求不断增加，因此对所有大学生实行了就业分配制度。1952年7月19日，政务院决定实行中央统一分配工作的制度，以确保每个大学毕业生获得终身任职。这一制度在1952年改组后逐渐成为一种常态，直至20世纪80年代计划经济解体。同样，在1952年改组之前，中国大学通常通过单独考试或与其他大学联合考试的方式招生。从1950年开始，大学招生被设计为每个大行政区域内的统一程序。1952年，地区性的招生程序被全国性的招生制度所取代，即通过全国性的考试，即后来的高考，录取学生进入高校学习。1952年7月21日，教育部发布指示，强调大学统一招生是全国干部培训计划的关键。因此，大学招生由中央计划控制，为计划经济服务。

### 学校组织架构之调整
在新的教育体制下，所有高等教育机构都由政府管理。大学又分为三类，其中包括数量有限的综合性大学和多学科工科大学，而大多数大学则是单学科技术学院。尽管在新的教育体制下所有大学都是公立大学，但它们都隶属于地方政府、中央政府或特定的政府机构。各系直接隶属于大学，而不是多系学院。这些院系只是行政单位，再细分为专门的教学和研究小组。每个小组负责教授一门或几门相关课程。党的领导成为了大学组织的一部分，而政治教育则成为了大学的任务。到1956年，中国有57.3%的大学生加入了中共的青年组织中国共产主义青年团。5457名教师受聘从事政治理论专业教育。

### 专业课程教授之变化
| 专业 | 1949   | 1950   | 1951   | 1952   | 变化 （1951年-1952年） |
| ---- | ------ | ------ | ------ | ------ | ---------------------- |
| 工程 | 30320  | 38462  | 48517  | 66583  | +18066 (+37%)          |
| 农林 | 10361  | 13268  | 12000  | 15471  | +347 (+29%)            |
| 医学 | 15234  | 17414  | 21356  | 24752  | +3396 (+16%)           |
| 师范 | 12039  | 13312  | 18225  | 31551  | +13326 (+73%)          |
| 文科 | 11829  | 10147  | 11936  | 13511  | +1575 (+13%)           |
| 理科 | 6984   | 9845   | 7801   | 9563   | +1762 (+23%)           |
| 财经 | 19362  | 24084  | 25300  | 21974  | -3326 (-13%)           |
| 政法 | 7338   | 6984   | 4225   | 3830   | -395 (-9%)             |
| 体育 | 282    | 297    | 180    | 325    | +145 (+81%)            |
| 艺术 | 2755   | 3657   | 3862   | 3587   | -275 (-7%)             |
| 总计 | 116504 | 137470 | 153402 | 191147 | +37745 (+25%)          |

由于整个高等教育系统优先培养科学家、技术人员和教师，中国的大学数量从211所减少到183所，其中综合大学14所，工科大学39所，普通大学31所，农业大学29所。新设了地质学、采矿冶金学、电机工程、化学工程、土木工程等专业。
大学被置于国民经济计划之下，而课程则被设定为215个狭义的专业，1957年，这些专业增加到323个，以满足人力需求。新设立的学院专业包括地质学、采矿和冶金学、电气工程、化学工程、土木工程。与此同时，由于人文学科被认为是“资产阶级特色”，相关学科及其课程被取消。南京大学社会学系先是并入政治系，后于1952年停办。正如南京大学教授祖庆年所抱怨的那样，改组后，“哲学系竟失去了存在的余地，老老青青，统统给扔出了南大的大门”。

### 地区间院系再均衡
重组的原因之一是高等教育的地域不平衡，主要集中在中国沿海的大城市，如北京和上海。在重组过程中，教师、学生和设施的搬迁不仅发生在各高校之间，也发生在各地理区域之间。在迁出的502个院系中，有282个院系迁往不同的城市，而在迁入的623个院系中，有333个院系来自不同的城市。
根据教育部制定的调整方案，每个大行政区域只能有1至4所培养研究人员和教师的综合性大学，1至3所培养高中教师的普通大学。各省可建立师范学校，培养初中教师。在每个地区内，应该有更多的专业工科学校，而不是综合工科学校。因此，北京大学、南开大学、复旦大学、南京大学、山东大学、东北人民大学、中山大学和武汉大学被保留为综合性大学，而其地区性竞争对手清华大学、南京工业大学、重庆大学、交通大学、同济大学和浙江大学则被改造为以工科为主的大学。

### 关停所有教会大学
1952年，由于朝鲜战争，教会大学解散。所有与教会有关的机构和中国私立机构的名称都被废弃。校园和学科分别移交给其他大学。辅仁大学校园移交给北京师范大学。北京大学迁入燕京大学校园，成为今天的主校区。南京大学接管金陵大学的校园。沪江大学校园移交给上海机械高等专科学校，该学院后于1996年更名为上海理工大学。浙江师范学院、江苏师范学院、福建师范学院和华中师范学院分别在之江大学、东吴大学、华南女子大学和华中大学的基础上重建。1952年，中国所有私立教育机构被勒令停办，教会院校因此被迫关闭，教师和学生纷纷逃离中国大陆，前往香港、台湾和东南亚，继续为中国人提供基督教教育。

## 分地区细节
1952年的重组主要集中在华北和华东地区。1953年，大学改组在中南地区进一步实施。除农业院校和医学院校外，大部分改组工作于1953年底结束。改组后，中国共有182所高等学校。其中，综合性大学14所，工学院38所，师范学院31所，医学院29所，财经专科学校6所，政法专科学校4所，外国语大学8所，美术学院15所，体育学院4所，民族学院4所。中国约有四分之三的大学参与了重组。教会大学和山西大学在1952年重组后停办。

### 华北地区

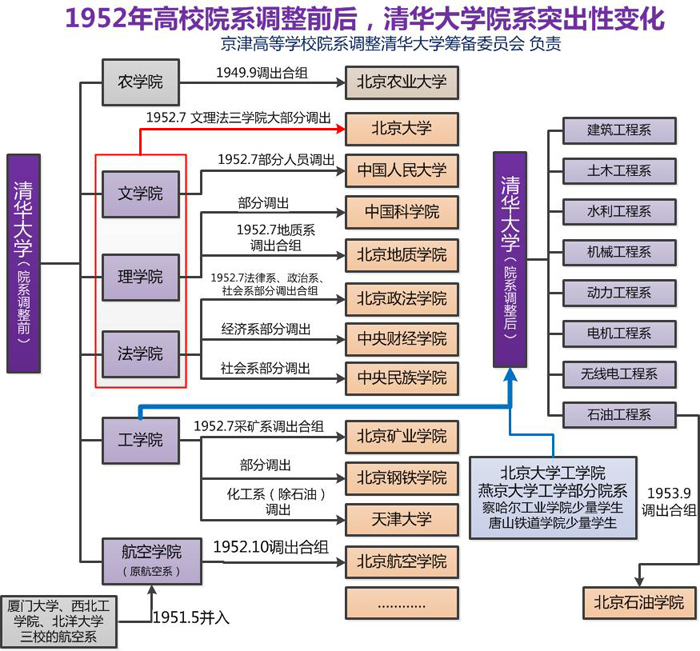
改组后，清华大学成为一所以工科为主的多科性大学，只剩下8个学科系

由于与美国的历史渊源，清华大学成为华北地区重组的主要目标。重组前，清华大学设有人文、法学、理学、工学和农学五个学院。人文学院、理学院和法学院并入北京大学。只有原工学院下设的学科，与燕京大学和北京大学的工程系合并。南开大学、清华大学、北京大学、燕京大学、唐山铁道学院的化学工程系和北京铁道学院的建筑工程系并入天津大学。清华大学、天津大学和唐山铁道学院与矿业相关的院系并入位于天津的中国矿业学院。
天津大学数学系和物理系并入南开大学。北京大学、清华大学、唐山铁道学院和西北大学与地质有关的院系联合组成北京地质学院。天津大学、唐山铁道学院、清华大学、西北工学院、山西大学和华北大学工学院与冶炼有关的系联合组成北京钢铁工业学院。清华大学、天津大学、西北工学院、厦门大学、华北工学院、西南工业学校、四川大学和云南大学的航空系联合组建了北京航空学院。在天津大学、北京大学、清华大学相关院系的基础上组建了北京石油学院。
在北京西北部划出一块区域，新成立了北京医学院、北京航空学院、北京钢铁工业学院、北京地质学院、北京石油学院、北京矿业学院、北京农业机械化学院和北京林学院等八所高等专科学校。这些大学被称为“八大学院”。

### 华东地区
华东地区的重组主要集中在上海和南京。1952年7月，全国高等学校调整计划下发到上海各高校。8月2日成立了一个专门委员会，即华东地区高等学校院系调整委员会，并于8月中旬公布了最终确定的华东地区高等学校院系调整方案。
南京大学曾是国民政府时期的国立中央大学，与国民党有着深厚的历史和政治渊源，因此成为改组的主要对象。于是，以南京大学的人文学院、理学院、中山大学的天文系、浙江大学的地理研究组、复旦大学的德语研究组、同济大学的外语研究组、震旦大学的法语研究组和哲罗大学的天文系为基础，在南京大学校园内成立了新的南京大学。南京大学师范学院独立为南京师范学院，并与南京大学相关院系合并。在南京大学、浙江大学和交通大学航空系的基础上组建了华东航空学院，后迁至西安组建西北工业大学。在南京大学、浙江大学和交通大学水利工程系的基础上，组建了新的华东理工大学水利学院。南京大学工学院的其余院系留在南京大学原校区，成为南京工学院。南京大学医学院独立为第五军医大学，后并入第四军医大学。哲学系与北京大学相应的系合并。法律系和政治系并入上海的华东政法学院。
浙江大学奉命只保留五个学科系。浙江大学的电子工程系和化学工程系保持不变，而机械工程系和土木工程系则与杭州大学的相应系合并。数学系、物理系、化学系、生物系和人类学系并入复旦大学。地理系并入华东师范大学。农学院独立为浙江农学院。药理学系并入上海第一医学院。浙江大学水利工程系并入华东水利学院。
在上海，委员会决定在全部14所院校中只保留四所大学。复旦大学被选为该地区的综合性大学，交通大学为工科大学，同济大学专攻土木工程和建筑学，华东师范大学则为该地区培养中学教师。上海第二医学院、华东化工学院、华东政法学院、华东体育学院和上海俄语学院在重组中新成立。其余11所技术学院包括上海医学院、华东纺织工学院、上海水产学院、上海航海学院、上海财经学院、中国音乐学院华东分院、中国音乐学院华东分院和中央戏剧学院华东分院，以及华东交通学院。

### 中南地区
在广州，中山大学缩减为只有人文学院、理学院、法学院和一个综合研究所，与华南联合大学和岭南大学的人文学院和理学院合并，迁入岭南大学校园。在中山大学校址上，以中山大学工学院、华南联合大学工学院、岭南大学理工学院和广东工业学校为基础，联合湖南大学、中华大学、武汉交通学院、南昌大学和广西大学的工学系，组建新的华南理工大学。中山大学农学院和岭南大学农学院加上兽医系和植物保护系组成了新的华南农学院。中山大学和岭南大学的医学院组成华南医学院。中山大学师范学院独立为华南师范学院，并与广东文理学院和华南联合大学教育系合并。

## 巩固措施
大学改制后，南京大学、浙江大学、厦门大学、武汉大学和中山大学被称为“五大母校”，因为大学改制遣散了大量学部，削弱了它们的学科优势。例如，南京大学被分为南京大学、南京工学院、南京农学院、南京师范学院。南京大学迁至金陵学院所在地，原校区由南京工学院占用。同样，浙江大学也分为浙江大学、浙江师范学院、浙江农学院和浙江医学院，其校区归浙江农业大学所有。改制后，山西大学、南昌大学、河南大学、广西大学和云南大学这些曾经在地方上享有盛誉的大学不再被视为名牌大学，而复旦大学的学术地位则得到了显著加强。

### 消除异见分子
1950年秋季开始的思想改造运动使大学教职员不再认为他们的教育思想有可能被新政府接受。因此，没有人对改组提出强烈抗议。然而，1956年约瑟夫·斯大林逝世后，新任苏联领导人尼基塔·赫鲁晓夫发表了批评斯大林主义的秘密报告，震惊了中共。与此同时，集体化遭到了全国农民和工人的抵制。因此，毛泽东发起了百花运动，主動让知识分子批评中共政策，有大学教授在运动中发表了反对改组的言论。
中国民主同盟是一个主要由大学教授和学者组成、反对专制和独裁的政党。在百花运动期间，一些民盟成员提出了他们对政治改革的建议。与此同时，毛泽东命令高等学校和民主党派组织座谈会，允许他们发表批评意见。正如毛泽东所说，“让反动的教授、教师、助教尽情地吐毒素，尽情地说话，这是最好的办法”。因此，随后开展的反右运动很快就给那些敢于直言的人定罪。由此，政府完全控制了高等教育系统。
1957年6月，南京大学召开全校大会，批判所谓的右派思想，这些思想大多与全国范围内的辩论相呼应。官僚主义、宗派主义和主观主义的观念是当前社会体制的结果，主张大学自治而不是党的领导，呼吁将政治运动重新定义为反人权案件，以及对1952年高等教育改组的不满都受到了批判。在北京，中共北京市委称32所高校中共有4874名右派分子。然而，所谓的右派也包括对现行政策表示异议或提出激进建议的人。例如，南京大学党委书记陈毅人也被认定为右派分子，因反对运动而被撤职，并于1967年被折磨致死。

### 批判杜威教育理论
在苏联教育理论传入中国的同时，因《民主主义与教育》一书而一度风靡中国的杜威的教育理论也受到了攻击。1946年逝世后被中共媒体誉为“人民教育家”的陶行知，也因1950年杜威对其教育思想的影响而受到攻击。虽然杜威实际上与卡尔·马克思一样相信理论与实践的统一，但中共政府试图消除他在中国的影响。1954年和1955年，批判约翰·杜威的矛头又指向了杜威的另一位学生胡适。据胡适回忆，仅在1954年和1955年，中共的媒体就写了大量批判他的文章，总计约300万字，每篇文章也都针对杜威的教育理论。

## 后续调整

### 1955年到1957年
1952年改组后，大多数大学仍集中在中国沿海大城市。1955年，中国有97所高等学校，约占高等学校总数的一半，分布在北京、天津、南京、上海、杭州和广州等17个沿海城市，61.5%的中国大学生在这些城市就读。因此，政府进一步提出，中国沿海的大学应迁往内陆，而内陆现有的大学则应得到加强。政府计划将沿海地区的三所大学迁往西部，在中国内陆地区新建17所大学，并将一所现有院校升格为高等学校。于是，武汉、兰州、西安、成都等地相继成立了地形学、石油学、建筑学、电信、化学工程、动力工程等专业的工业学院，其中包括成都无线电工程学院和重庆医学院。
由于华东地区高校数量较多，而西部地区工科高等教育资源匮乏，1955年，上海交通大学和华东航空学院奉命迁往西安。然而，由于师生的抵制，这一计划未能完全实施，交通大学也因此被拆分为上海交通大学和西安交通大学。1955年至1957年重组后，上海的大学和学院数量进一步减少到19所，比1949年的43所少了很多。

### 1980年代以来
20世纪80年代，中国政府放弃了苏联的教育体制，受改制影响的大专院校开始扭转这种影响，这导致了20世纪80年代和90年代以来的大学合并浪潮，大学试图从以工科为主的院校转型为综合性大学。因此，在浙江大学、杭州大学、浙江农业大学和浙江医科大学的基础上组建了新的浙江大学。武汉大学与武汉水利水电大学、武汉测绘科技大学和湖北医科大学合并。中山大学与中山医科大学合并。1952年改制后被撤销的江南大学和苏州大学于20世纪90年代通过地方大学合并重新建立。